# 地平緯圈

天球上的天頂和與地平線平行的地平緯圈用紅色標記，地平線用綠色標記，恆星或太陽的路徑與地平線以下的區域也用藍色標記。

地平緯圈（英語：almucantar，也可以拼成almucantarat或 almacantara）是在天球上與地平線平行的一個圓。位於同一地平緯圈上的兩顆恆星具有相同的高度。這個名詞被萊赫瑙島修道院的天文學家賴歇爾瑙的赫爾曼引入歐洲天文學中，是源自阿拉伯語的單詞從（「拱門，橋」）派生的（「almucantar，日晷」）拉丁化。

## 地平緯圈尺規
地平緯圈尺規是一種主要用於確定日出和日落時間的儀器，以便找到羅盤的振幅並因此找到其變化。通常由梨樹或黃楊木製成，拱形15°至30°，這是一個反向高度儀的例子。 

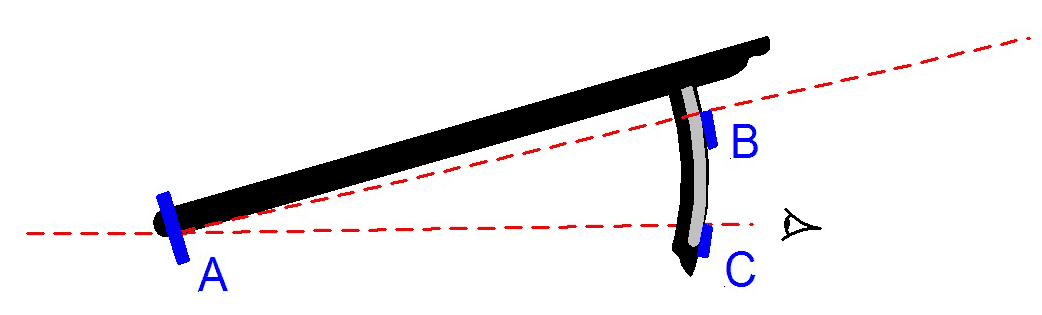
這是一幅地平緯圈尺規的畫。 有三個導版：水平導板（A）、投影導版（B）和瞄準導版（C）。

太陽將導版的陰影（相鄰影像中的B）投射到「水平導板」（A）上。水平導板有一個狹縫或孔，使觀察者能够看到遠處的地平線。觀察者將地平線和陰影對齊，使其顯示在水平導板上的同一點，並設定「瞄準導板」（C），使其視線與地平線對齊。太陽的高度是投影導板和瞄準導板之間的角度（B-A-C）。

## 太陽高度儀
包含太陽的水平緯圈平面用於描述氣溶膠的多次散射。使用分光輻射計或光度計在太陽兩側的幾個角度快速進行量測。有幾種模型可以從太陽高度儀中獲得氣溶膠特性。最相關的由Oleg Dubovik開發，並在NASA的航空網網絡和Teruyuki Nakajima中使用（名稱為 SkyRad.pack）。

## 外部連結
- "Compendium on Using the Device Known as the Almucantar Quarter" （页面存档备份，存于） is an Arabic manuscript from 1757 about the Almucantar Quarter